# 摩爾多瓦語·羅馬尼亞語辭典
《摩爾多瓦語·羅馬尼亞語辭典》（羅馬尼亞語：Dicționar Moldovenesc-Românesc）是一部由摩爾多瓦政治家及歷史學家瓦西里·斯塔蒂出版的字典。該字典由羅馬尼亞文編寫以解釋1.9萬個摩爾多瓦文的意思，分析指作者出版此字典的目的是出於處理摩爾多瓦人對母語認同的問題。
這字典的概念或許是源於時任羅馬尼亞總統揚·伊利埃斯庫，他曾指出只要有一部摩爾多瓦語·羅馬尼亞語辭典，就能證明兩個國家所用的語言是不同的。
這字典的內容包括﹕
- 於羅馬尼亞廣泛使用，而摩爾多瓦鮮有使用的詞彙
- 摩爾多瓦使用的區域詞語
- 羅馬尼亞現時已不再使用的古語
- 一些只在摩爾多瓦使用的俄語以及摩爾多瓦俗語

## 資料來源
- Un monument al minciunii și al urii – 'Dicționarul moldovenesc-românesc' al lui Vasile Stati （页面存档备份，存于） in Contrafort magazine, no. 7-8 (105-106) / July–August 2003
- "Se sparie gândul..." in 22 magazine, no. 704 / 2–8 September 2003
- . Jurnal de Chișinău. （原始内容存档于2007-02-27）.